# Winda
Winda, dźwig lub wyciąg pionowy – zainstalowana na stałe dźwignica, poruszająca się wzdłuż prowadnic w pionowym lub pochylonym szybie dźwigowym, służąca do transportu osób lub towarów. Dźwig składa się z kabiny lub podstawy ładunkowej, prowadzonej w szybie zazwyczaj przy użyciu cięgien (lin stalowych) lub, rzadziej, przy użyciu innych sztywnych mechanizmów takich jak śruby, zębatki lub siłowniki. Kabinę dźwigu z cięgnami łączy zawiesie (wahakowe lub sprężynowe), które w przypadku obluzowania lub zerwania jednego z cięgien działa na chwytacze (zazwyczaj klinowe), które unieruchamiają kabinę (lub przeciwwagę) oraz odłączają napęd dźwigu (z reguły elektryczny).
Pierwszy sprawny dźwig osobowy, napędzany silnikiem parowym, skonstruował i zaprezentował Elisha Otis podczas światowej wystawy w 1853 roku. Cztery lata później urządzenie tego typu zainstalowano w domu towarowym w Nowym Jorku. W 1880 roku Werner von Siemens po raz pierwszy do napędu dźwigu szybowego zastosował silnik elektryczny. W 1889 roku dźwigi Otisa zainstalowano w wieży Eiffla, następnie w nowojorskich drapaczach chmur – Woolworth Building (1913) i Empire State Building (1931).
Współcześnie produkowane dźwigi szybowe wyposażane są w sterowanie automatyczne, które zapewnia zarówno bezpieczeństwo, jak i wygodę eksploatacji. Wyróżnia się dźwigi: osobowe, szpitalne, towarowo-osobowe i towarowe. Szczególnym typem dźwigu szybowego są dźwigi kopalniane nazywane wyciągami szybowymi. Instalowane w wysokościowcach dźwigi ekspresowe osiągają wysokie prędkości jazdy, często przekraczające 10 m/s. Coraz częściej montuje się dźwigi hydrauliczne oraz dźwigi o napędzie elektrycznym pozbawione maszynowni (nadszybia).
W mowie potocznej dźwigami błędnie określane są żurawie i suwnice.

## Historia

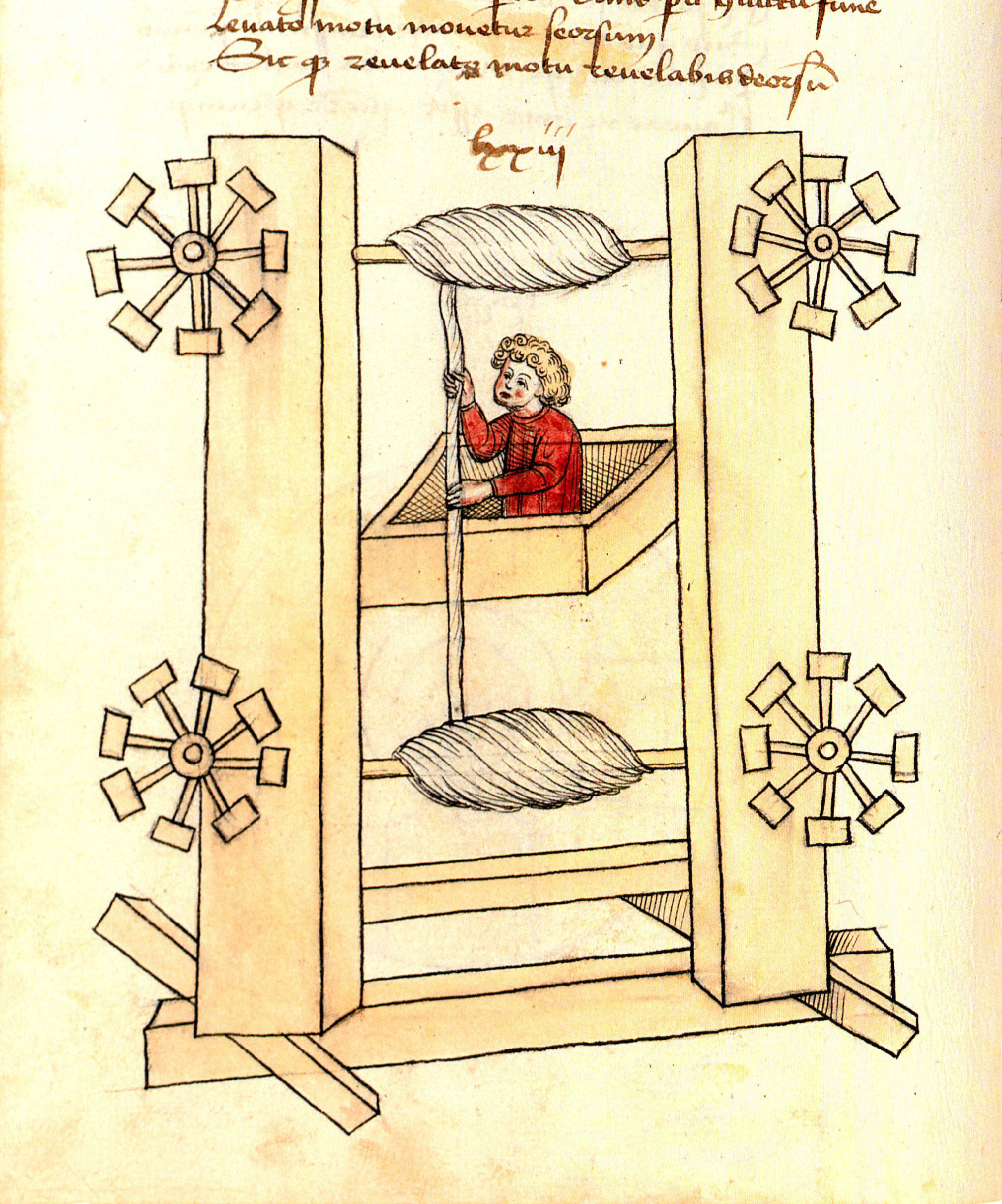
Projekt dźwigu niemieckiego inżyniera, Konrada Kyesera (1405)

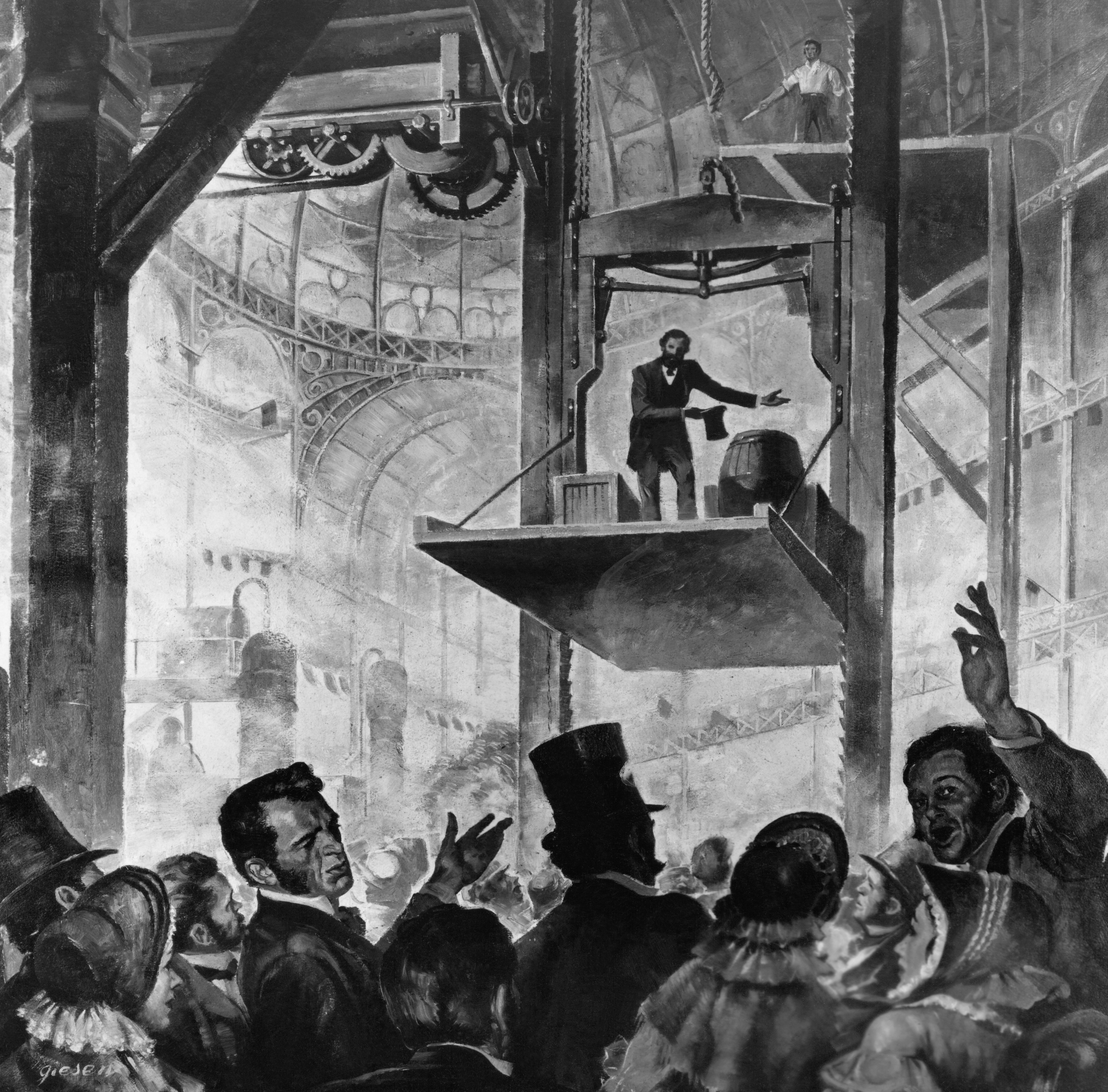
Elisha Otis prezentujący mechanizm zabezpieczający w swoim dźwigu (Nowy Jork, 1853)

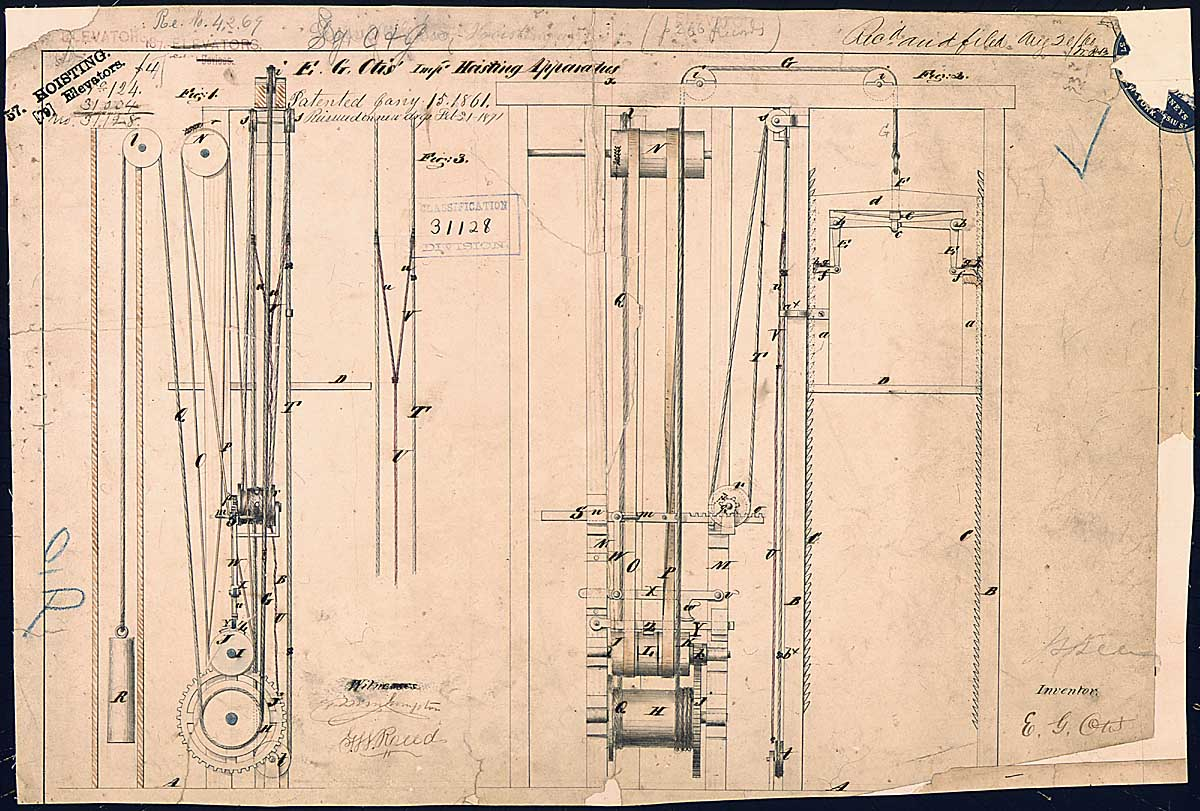
Projekt dźwigu Elishy Otisa (15 stycznia 1861)

### Era przedprzemysłowa
Pierwsza historyczna wzmianka dotycząca dźwigu to praca rzymskiego architekta, Witruwiusza, w której znajdują się informacje o dźwigu zbudowanym przez Archimedesa (287–212 r. p.n.e.). Niektóre źródła z późniejszych okresów historycznych opisują dźwigi jako kabinę zawieszoną na konopnym sznurku, napędzanym ręcznie lub przez zwierzęta.
Dźwigi były powszechnie wykorzystywane przez starożytnych Rzymian, którzy budowali je w pałacach patrycjuszy rzymskich oraz w domach czynszowych. W pałacu cesarza Nerona Domus Aurea, wybudowanym w 64 r. n.e. zabudowany był dźwig o wysokości podnoszenia 40 m, kabinie wykonanej z drewna sandałowego, poruszającej się w szybie po czterech twardych, drewnianych prowadnicach. Już w tamtym okresie przewidziane były osobliwe środki bezpieczeństwa na wypadek zerwania się liny dźwigu, takie jak skórzana poduszka wypełniona powietrzem, umieszczona pod kabiną, która amortyzowała spadek kabiny w przypadku zerwania się lin nośnych. W rzymskim Koloseum, wybudowanym w latach 75–80 n.e., zamontowanych było 12 dużych dźwigów służących do przewożenia widzów.
Przez długi czas urządzenia dźwigowe traktowane były jako luksusowy środek transportu, zarezerwowany niemalże wyłącznie dla władców. W V wieku n.e. w sali tronowej pałacu w Konstantynopolu wybudowano dźwig dla cesarza Konstantego VII. Zamiast kabiny unoszony był, przy pomocy harmonijkowego skórzanego miecha, tron cesarski. Tron unoszono napełniając miech powietrzem przy użyciu kilku pomp. Opadanie tronu następowało natomiast poprzez otwarcie zaworu.

### Epoka przemysłowa
Rozwój przemysłu upowszechnił zastosowanie dźwigów. Rewolucja przemysłowa dokonywała się przy minimalnym udziale nauk technicznych, stąd większość wynalazków była dziełem samouków lub rzemieślników, a kluczową rolę miała intuicja i doświadczenie. W 1672 roku skonstruowano dźwig napędzany ręcznie, za pomocą liny oraz wielokrążka. W 1687 roku matematyk Erhard Weigel wybudował u siebie dźwig w postaci krzesła jadącego we wnęce na szynach jezdnych. Urządzenie wyposażone było napęd ręczny oraz w przeciwwagę.
W drugiej dekadzie XVIII wieku w Pałacyku Japońskim w Dreźnie zainstalowano windę, przeznaczoną dla króla polskiego i saskiego – Augusta Mocnego. Wiedeński pałac Schoenbrunn za panowania Marii Teresy był wyposażony w dźwig, obsługiwany przez specjalnego windziarza. Z podobnego urządzenia korzystał również Napoleon I.
Pierwszy sprawny dźwig osobowy, napędzany silnikiem parowym, skonstruował Elisha Otis w 1853 roku. Urządzenie wyposażone było w aparat chwytny blokujący, zabezpieczający kabinę przed upadkiem przy zerwaniu lin nośnych. Podczas pokazu Otis przeciął linę która utrzymywała platformę, na której stał, ale kabina zatrzymała się bezpiecznie. Cztery lata później pierwszy dźwig Otisa zainstalowano w domu towarowym w Nowym Jorku. W 1876 r. zbudowano pierwszy dźwig okrężny (paternoster) dla głównego urzędu pocztowego w Londynie.
W XIX wieku – w czasach przemysłowej rewolucji – dzięki wynalezieniu silnika parowego, dźwigi zaczęły zyskiwać na popularności. Wzrost zapotrzebowania na paliwo do transportu osób, na surowce kopalne oraz materiały do obsługi kopalń, wpłynął na masowe zastosowanie dźwigów w przemyśle.
W 1846 roku William Armstrong opracował żuraw hydrauliczny, który umożliwiał sprawny załadunek towarów na statki. Przy konstrukcji tego dźwigu użyto pompy wodnej, zastosowano również przeciwwagę.
W 1880 roku Werner von Siemens po raz pierwszy do napędu dźwigu szybowego zastosował silnik elektryczny. Z początku stosowano silniki prądu stałego, dopiero w 1898 roku Niemiec Carl Flohr do napędu dźwigu użył silnik prądu przemiennego, co spowodowało rewolucyjne zmiany w konstrukcjach budowanych dźwigów oraz zapoczątkowało erę dźwigów o napędzie elektrycznym, pozostającym do dziś podstawowym rodzajem napędu współczesnych dźwigów.

## Podział dźwigów

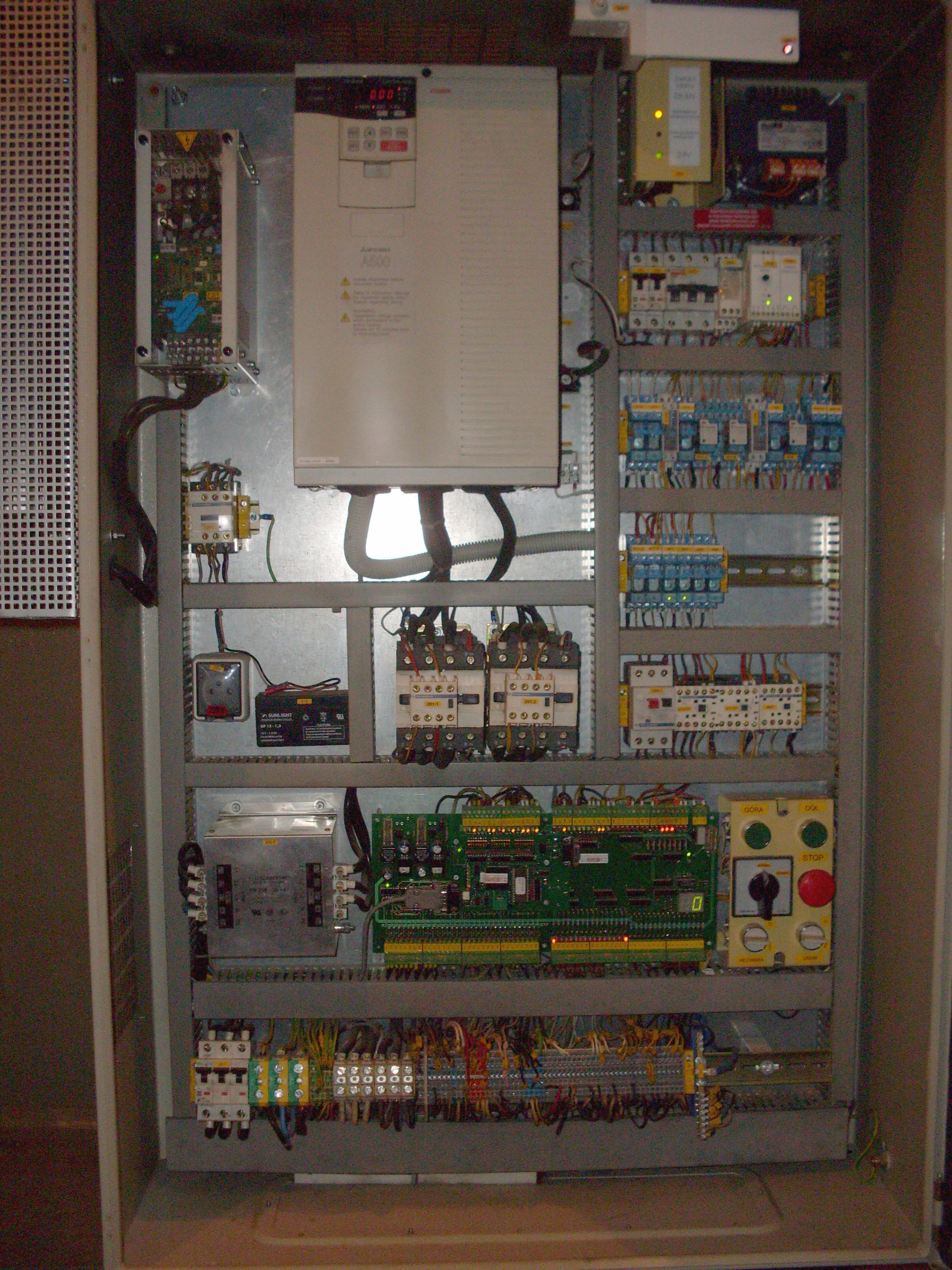
Układ sterujący windy

### Podział dźwigów ze względu na ich zastosowanie[6]
- osobowe (w tym dźwigi dla osób niepełnosprawnych), które stosowane zarówno w obiektach użyteczności publicznej, jak również domach prywatnych[7]
- osobowo-towarowe
- dźwigi towarowe
  - małe dźwigi towarowe (tzw. kuchenne)
  - do transportu pojazdów mechanicznych
- szpitalne
- teatralne
- budowlane
- specjalne

### Podział dźwigów ze względu na rodzaj napędu

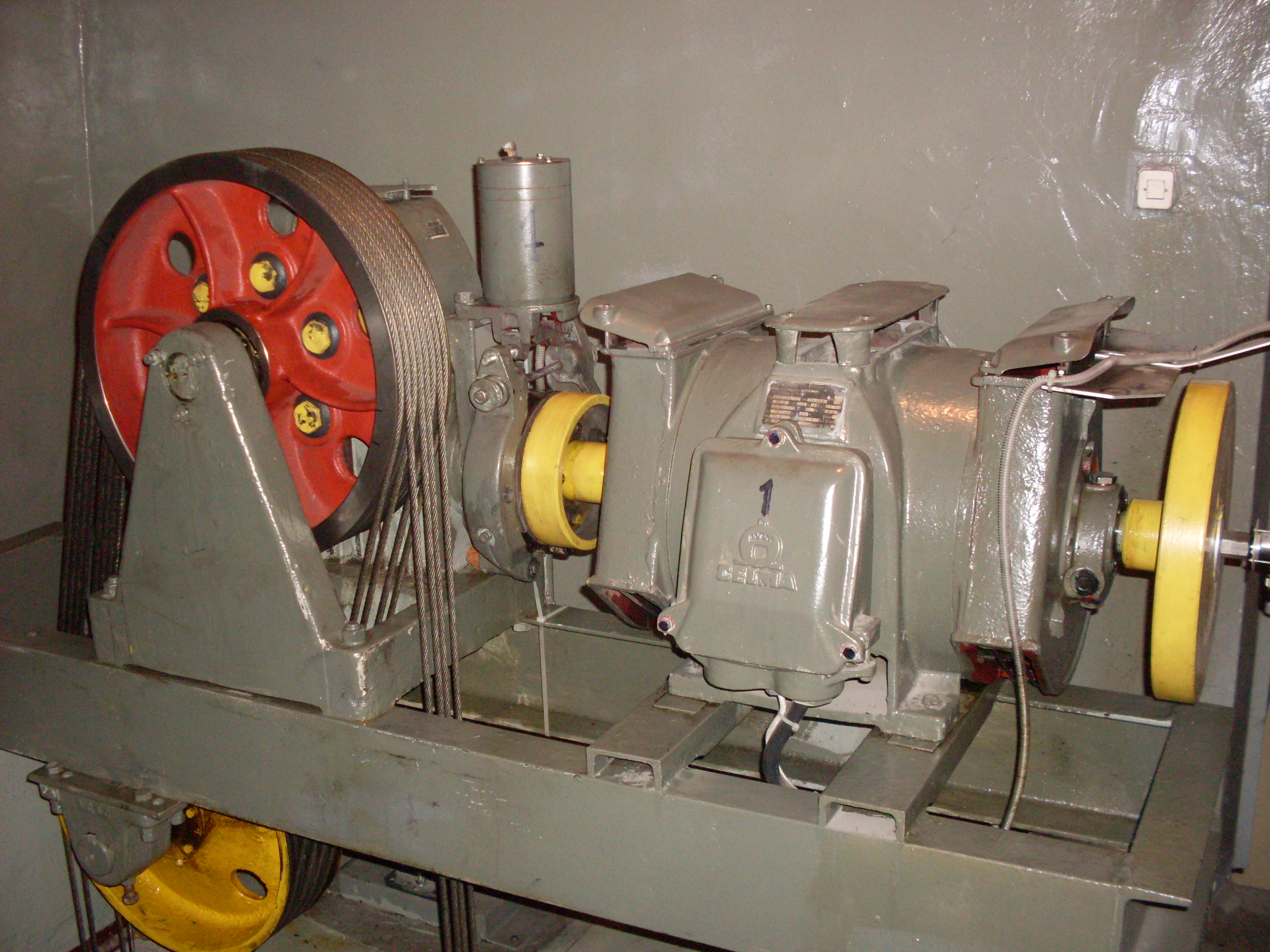
Zespół napędowy dźwigu składający się z reduktora R-4 z kołem ciernym produkcji ZUD Warszawa i silnika SBJDCe firmy „Celma” Cieszyn

- elektryczne nazywane również linowymi (napęd realizowany wciągarką napędzaną silnikiem elektrycznym)
  - bębnowe (napęd realizowany poprzez nawijane cięgna na bęben)
  - cierne – napęd realizowany poprzez sprzężenie cierne pomiędzy cięgnem a kołem ciernym zespołu napędowego
- hydrauliczne (napęd realizowany pompą hydrauliczną)
  - w zależności od rodzaju przeniesienia napędu:
    - z napędem bezpośrednim (z cylindrem pojedynczym lub teleskopowym)
    - z napędem pośrednim (nurnik lub cylinder połączony jest pośrednio z kabiną, bądź ramą poprzez cięgna nośne, tj. liny i łańcuchy)

  - w zależności od rozmieszczenia siłowników
    - centralne
    - boczne

  - przy większych udźwigach stosuje się więcej siłowników w układzie symetrycznym lub asymetrycznym.
- pneumatyczne (podciśnieniowe) – podnoszenie odbywa się poprzez wypompowywanie powietrza znajdującego się ponad kabiną

Z innych rozwiązań wykorzystujących inne rozwiązanie napędu wyróżnia się:
- dźwigi zębatkowe
- dźwigi śrubowe
- dźwigi elektryczne z zastosowaniem pasów jako cięgien nośnych.

Z punktu widzenia podziału dźwignic, dźwigi elektryczne zaliczamy do cięgników, natomiast dźwigi hydrauliczne, zębatkowe i śrubowe do dźwigników.

### Podział dźwigów ze względu na typ napędu elektrycznego
- napędy sterowane
  - z silnikiem jednobiegowym AC1 oraz reduktorem ślimakowym: prędkości – od 0,1 do 0,5 m/s;
  - z silnikiem dwubiegowym AC2 oraz reduktorem ślimakowym: prędkości – od 0,5 do 1 m/s;
- napędy regulowane
  - z silnikiem jednobiegowym oraz reduktorem ślimakowym i przemiennikiem częstotliwości bez enkodera VVVF: prędkości – od 0,5 do 1 m/s;
  - ze średnioobrotowym silnikiem prądu stałego, sterowany układem Ward Leonarda z tachogeneratorem oraz reduktorem ślimakowym: prędkości – od 1 do 1,7 m/s;
  - z wolnoobrotowym silnikiem prądu stałego z układem Ward Leonarda albo SCR, bez reduktora z tachogeneratorem: prędkości – od 2,5 do 12 m/s;
  - z indukcyjnym silnikiem dwubiegowym z enkoderem, oraz reduktorem ślimakowym albo planetarnym i regulatorem napięcia ACVV: prędkości – od 0,5 do 2,5 m/s;
  - z silnikiem jednobiegowym z enkoderem, oraz reduktorem ślimakowym albo planetarnym i przemiennikiem VVVF: prędkości – od 1 do 3,5 m/s;
  - z silnikiem jednobiegowym z enkoderem oraz przekładnią paskową i przemiennikiem VVVF: prędkości – od 1 do 4 m/s;
  - z wolnoobrotowym silnikiem synchronicznym: prędkości – od 1 do 4 m/s;
  - z wolnoobrotowym silnikiem synchronicznym z enkoderem: prędkości – od 0,3 do 15 m/s;
  - z wolnoobrotowym silnikiem asynchronicznym z enkoderem: prędkości – od 1 do 15 m/s;
  - z silnikiem jednobiegowym z enkoderem i falownikiem DTC.

### Podział dźwigów ze względu na konstrukcję kabiny
- dźwigi jednokabinowe – najpowszechniej stosowane
- dźwigi dwukabinowe – stosowane w wieżowcach; obsługują jednocześnie dwie kondygnacje.

### Ze względu na konstrukcję szybu
- dźwigi z maszynownią lub linownią
  - maszynownia górna, dolna lub boczna
- dźwigi bez maszynowni
- dźwigi panoramiczne (szyb otwarty)

Odrębną kategorię urządzeń o takiej samej zasadzie działania, lecz stosowanych w przemyśle wydobywczym, czy budowlanym stanowią wyciągi (choć wcześniej to określenie stosowano również do dźwigów). W budownictwie funkcjonuje również określenie dźwigi budowlane. Poza tym odrębnym typem urządzeń są dźwigi pochyłe czy dźwigi okrężne pracujące na zasadzie przenośnika.

### Ze względu na sterowanie
- zewnętrzne
- wewnętrzne
- przestawne
- zbiorcze w kierunku dół
- zbiorcze w kierunku góra
- grupa dźwigów

## Sterowanie dźwigami
Najstarszym sposobem sterowania dźwigiem jest system korbowy. Jego głównymelementem jest manipulator zwany korbą, przestawiany między trzema pozycjami: do góry, stop, w dół. Uruchomienie jazdy polega na wybraniu korbą odpowiedniego kierunku. Dokładność zatrzymania na przystanku zależy od wprawy operatora. W czasach dźwigów sterowanych korbą pojawił się zawód windziarza.
Następnym krokiem było wprowadzenie sterowania przestawnego. Dźwig o sterowaniu przestawnym jest automatem w teoretycznym sensie, jednak ergonomia jego obsługi jest niezadowalająca. Dźwigi o takim sterowaniu pojawiły się w latach 20. XX wieku i były instalowane do początku lat 70. XX wieku. Wiele z nich funkcjonuje do dziś. W systemie przestawnym obowiązuje zasada, że winda może zrealizować tylko jedno polecenie w danym czasie. Wyróżnia się trzy „wersje” sterowania przestawnego:
- sterowanie przestawne zwoływalne
- sterowanie przestawne niezwoływalne
- sterowanie przestawne zewnętrzne

Przykładowy scenariusz działania dźwigu o sterowaniu przestawnym zwoływalnym wygląda następująco: Pasażer naciska przycisk przywołania dźwigu. Dźwig rusza do jego przystanku. W przyciskach wezwań na wszystkich piętrach zapala się lampka, co nie oznacza, że dźwig właśnie tam przyjedzie, tylko że dźwig jest w użyciu i nie będzie w tym czasie reagował na inne wezwania. Gdy dźwig przyjedzie na piętro, skąd został wezwany, pasażer otwiera drzwi i wchodzi do kabiny, naciskając na ruchomą podłogę. Styk ruchomej podłogi powoduje, że dźwig od tego momentu reaguje wyłącznie na dyspozycje z kabiny. Pasażer naciska przycisk piętra docelowego i dźwig rusza na to piętro. Pasażer może wybrać tylko jedno piętro, wciskanie większej liczby przycisków nie daje żadnego rezultatu. Kiedy pasażer wysiądzie z windy, zwolni ruchomą podłogę i winda będzie mogła ponownie reagować na wezwania z pięter.
Wadą tego rozwiązania jest to, że winda jadąc w danym kierunku z pasażerem w środku, nie może zabrać innego pasażera „po drodze”. Wszyscy pasażerowie muszą czekać, aż winda zakończy swój dotychczasowy kurs. Wówczas obowiązuje zasada „kto pierwszy, ten lepszy”, tzn. windę przywoła ten, kto pierwszy wciśnie swój przycisk po zgaśnięciu lampki w przycisku. Podobnie, jeśli do kabiny wsiądzie kilka osób jadących na różne piętra, wówczas trzeba najpierw wcisnąć przycisk od najniższego piętra, na którym ktoś wysiada, następnie gdy ta osoba wysiądzie, przycisk od następnego piętra itd. Jak widać, ergonomia tego rozwiązania jest niezadowalająca.
Windę ze sterowaniem przestawnym zwoływalnym można rozpoznać po braku lampek w kabinowej kasecie przycisków, ruchomej podłodze oraz lampkach w przyciskach piętrowych świecących się, ilekroć winda jest w ruchu.
Natomiast, sterowanie przestawne niezwoływalne, polega na sterowaniu tylko dyspozycjami z kabiny. Takowe windy nie posiadają wcale ruchomej podłogi i – jak wynika z samej nazwy – nie da się ich zwołać (w sensie – automatycznie).
W przypadku sterowania korbowego oraz przestawnego niezwoływalnego, nie dało się dźwigu przywołać przyciskiem automatycznie. Aby winda zajechała na piętro, potrzebna była osoba zwana dźwigowym. Po wezwaniu windy, w środku kabiny rozbrzmiewał dzwonek oraz zaświecała się lampka odpowiadająca danemu piętru. W starszych dźwigach służyła do wyłączania dzwonka i światełka piętra dźwigienka mechaniczna piętrowskazywacza. W nowszych – przełącznik obwodu wezwań Zamknięty/Otwarty (aby wyłączyć światełko i dzwonek, należało rozłączyć obwód wezwań, a następnie go załączyć). Po skasowaniu wezwania, dźwigowy wybierał na kasecie dyspozycji piętro lub odpowiednio obracał korbę, zatrzymywał windę na przystanku (lub sama się zatrzymywała w pierwszym przypadku) i osoba przywołująca jechała z dźwigowym na chciane piętro. Jak widać wezwania w takich dźwigach wcale nie były takie łatwe. Bez dźwigowego należy „poszukać” windy, gdzie stoi i wówczas jej użyć.
Trzeci typ sterowania przestawnego, czyli sterowanie zewnętrzne, było właściwie rozwiązaniem problemów zacinania osób w dźwigach oraz wezwań. Na każdym przystanku znajdowała się kaseta ze światełkiem sygnalizującym jazdę lub otwarcie drzwi oraz przyciskami każdego przystanku windy. Przy zgaszonym światełku można było wybrać przystanek na kasecie i winda jechała. Potem należało własnoręcznie iść na to piętro i wyładować towary. Podobnie jak windy ze sterowaniem przestawnym niezwoływalnym, windy te nie posiadały ruchomej podłogi.
Sterowanie zbiorcze rozwiązało wady sterowania przestawnego. Nastąpiło to przez zastosowanie pamięci, która gromadzi polecenia od pasażerów – wezwania i dyspozycje. Realizacja wezwań następuje asynchronicznie w stosunku do ich napływu, według odpowiedniego programu. W systemie sterowania zbiorczego lampka w przycisku sygnalizuje, że system przyjął polecenie do wykonania i gaśnie, kiedy dane polecenie zostanie zrealizowane. Pasażerowie mogą jednocześnie wzywać windę na wielu piętrach lub zadysponować zatrzymanie na wielu przystankach i winda zrealizuje te polecenia według swojego programu, m.in. może zatrzymać się po drodze i zabrać pasażera, o ile zamierza jechać w tym samym kierunku.
W polskich blokach mieszkalnych montowano windy z uproszczonym sterowaniem zbiorczym pod nazwą sterowanie zbiorcze w dół. Natomiast w budynkach biurowych montowano windy z pełnym sterowaniem zbiorczym w obie strony i systemem centralnych wezwań (jeden przycisk na piętrze wzywa jedną z kilku kabin).
Sterowanie grupowo zbiorcze stosowane w przypadku grupy dźwigów, tj. kilku dźwigów obok siebie. Realizacja wezwań w tym sterowaniu jest rozdzielana na poszczególne dźwigi w grupie. Sterowania obejmują od prostych rozwiązań do bardziej rozbudowanych algorytmów stosowanych głównie w wysokich budynkach biurowych umożliwiających realizację różnych funkcji np. pick up traffic, tj. specjalny algorytm wykorzystywany do rozwożenia pasażerów rano, gdy wszyscy przychodzą do pracy, i po południu, gdy wszyscy wychodzą.
Ostatnio coraz częściej stosowane są systemy sterowania dyspozycjami (destination control system). To układy wykorzystujące zaawansowane algorytmy sterowania (m.in. genetyczne). Najczęściej stosowane są w wysokich budynkach, gdzie dźwigi muszą obsługiwać wiele kondygnacji. Sterowanie pozwala na optymalizację grupy dźwigów, tak by redukować czas transportu i osiągnąć maksymalną wydajność. Idea sterowania opiera się na zasadzie, że zebrane w danym momencie dyspozycje są dystrybuowane pomiędzy poszczególne dźwigi w grupie, tak by każdy z dźwigów w cyklu wykonał jak najmniejszą liczbę przystanków i przewiózł jak największą liczbę pasażerów.

## Przepisy prawne i normy
Odnośnie do dźwigów w Polsce obowiązujące są:
- dyrektywa unijna 2014/33/UE obowiązującą od 20 kwietnia 2015 roku, zwana również dyrektywą dźwigową, zastępująca dyrektywę 95/16/WE
- Dyrektywa maszynowa 2006/42/EC
- Rozporządzenie Ministra Gospodarki, Pracy i Polityki Społecznej z dnia 22 maja 2003 r. w sprawie zasadniczych wymagań dla dźwigów i ich elementów bezpieczeństwa (nieobowiązujące) (Dz.U. z 2003 r. nr 117, poz. 1107)
- Rozporządzenie Ministra Gospodarki z dnia 8 grudnia 2005 r. w sprawie zasadniczych wymagań dla dźwigów i ich elementów bezpieczeństwa (Dz.U. z 2005 r. nr 263, poz. 2198) (nieobowiązujące)
- Rozporządzenie Ministra Gospodarki, Pracy i Polityki Społecznej z dnia 29 października 2003 r. w sprawie warunków technicznych dozoru technicznego w zakresie eksploatacji niektórych urządzeń transportu bliskiego (Dz.U. z 2003 r. nr 193, poz. 1890)

Zgodnie z Ustawą o dozorze technicznym (Dz.U. z 2024 r. poz. 1194) instytucją powołaną do inspekcji dźwigów jest właściwa jednostka dozoru technicznego (UDT – Urząd Dozoru Technicznego, TDT – Transportowy Dozór Techniczny lub WDT – Wojskowy Dozór Techniczny).
Niezależnie od przepisów prawnych dźwigi objęte są normami zharmonizowanymi z dyrektywą dźwigową:
- PN-EN 81-20 – Przepisy bezpieczeństwa dotyczące budowy i instalowania dźwigów  Dźwigi przeznaczone do transportu osób i towarów Część 20 Dźwigi osobowe i dźwigi towarowo-osobowe
- PN-EN 81-50 - Przepisy bezpieczeństwa dotyczące budowy i instalowania dźwigów  Badania i próby Część 50 Zasady projektowania, obliczenia, badania i próby elementów dźwigowych
- PN-EN 81-3 – Przepisy bezpieczeństwa dotyczące budowy i instalowania dźwigów – Część 3: dźwigi towarowe małe elektryczne i hydrauliczne
- PN-EN 81-31 – Przepisy bezpieczeństwa dotyczące budowy i instalowania dźwigów – Dźwigi do transportu wyłącznie towarów – Część 31: Dźwigi do transportu wyłącznie towarów z dostępem
- PN-EN 81-21:2010 – Przepisy bezpieczeństwa dotyczące budowy i instalowania dźwigów -- Dźwigi przeznaczone do transportu osób i towarów -- Część 21: Nowe dźwigi osobowe i towarowe w istniejących budynkach
- PN-EN 81-28:2004 – Przepisy bezpieczeństwa dotyczące budowy i instalowania dźwigów -- Dźwigi osobowe i towarowe -- Część 28: Zdalne alarmowanie w dźwigach osobowych i towarowych
- PN-EN 81-58:2005 – Przepisy bezpieczeństwa dotyczące budowy i instalowania dźwigów -- Badania i próby -- Część 58: Próba odporności ogniowej drzwi przystankowych
- PN-EN 81-70:2005 – Przepisy bezpieczeństwa dotyczące budowy i instalowania dźwigów -- Szczególne zastosowania dźwigów osobowych i towarowych -- Część 70: Dostępność dźwigów dla osób, w tym osób niepełnosprawnych
- PN-EN 81-71+A1:2007 – Przepisy bezpieczeństwa dotyczące budowy i instalowania dźwigów -- Szczególne zastosowania dźwigów osobowych i towarowych -- Część 71: Dźwigi odporne na wandalizm
- PN-EN 81-72:2005 – Przepisy bezpieczeństwa dotyczące budowy i instalowania dźwigów -- Szczególne zastosowania dźwigów osobowych i towarowych -- Część 72: Dźwigi dla straży pożarnej
- PN-EN 81-73:2006 – Przepisy bezpieczeństwa dotyczące budowy i instalowania dźwigów -- Szczególne zastosowania dźwigów osobowych i towarowych -- Część 73: Funkcjonowanie dźwigów w przypadku pożaru
- PN-EN 12016:2006 – Kompatybilność elektromagnetyczna -- Dźwigi, schody i chodniki ruchome – Odporność
- PN-EN 12385-3:2007 – Liny stalowe -- Bezpieczeństwo -- Część 3: Informacje dotyczące stosowania i konserwacji
- PN-EN 12385-5:2004 – Liny stalowe -- Bezpieczeństwo -- Część 5: Liny splotkowe dla dźwigów
- PN-EN 13015:2003 – Konserwacja dźwigów i schodów ruchomych -- Zasady opracowywania instrukcji konserwacji
- PN-EN 13411-7:2007 – Zakończenia lin stalowych -- Bezpieczeństwo -- Część 7: Zacisk sercówkowy symetryczny

Poza tym normy niezharmonizowane z dyrektywą:
- PN-EN 81-3:2002 – Przepisy bezpieczeństwa dotyczące budowy i instalowania dźwigów -- Część 3: Dźwigi towarowe małe elektryczne i hydrauliczne
- PN-EN 81-80:2005 – Przepisy bezpieczeństwa dotyczące budowy i instalowania dźwigów -- Dźwigi użytkowane -- Część 80: Zasady poprawy bezpieczeństwa użytkowanych dźwigów osobowych i towarowych
- PN-ISO 4190-2:1996 – Urządzenia dźwigowe -- Dźwigi klasy IV
- PN-ISO 4190-3:1998 – Dźwigi -- Dźwigi towarowe małe klasy V
- PN-ISO 4190-5:1995 – Dźwigi -- Urządzenia do sterowania, sygnalizacji i wyposażenie dodatkowe
- PN-ISO 4190-6:1997 – Dźwigi -- Dźwigi osobowe instalowane w budynkach mieszkalnych -- Planowanie i dobór
- PN-ISO 7465:2000 – Dźwigi osobowe i towarowe małe -- Prowadnice kabinowe i przeciwwagowe -- Typ-T
- PN-M-45015:1989 – Technika bezpieczeństwa -- Dźwigi elektryczne -- Obliczenia lin, łańcuchów i tarcz ciernych
- PN-M-45040:1997 – Dźwigi -- Dźwigi elektryczne -- Terminologia
- PN-M-45043:1997 – Dźwigi -- Klasyfikacja
- PN-W-52502:1993 – Dźwigi osobowe na statkach -- Wymagania